# Elezioni regionali in Sicilia del 2012
Le elezioni regionali in Sicilia del 2012 si tennero il 28 ottobre per l'elezione diretta del presidente della Regione Siciliana e per il rinnovo dell'Assemblea regionale siciliana; indette in anticipo rispetto alla scadenza naturale della precedente legislatura, fissata per il 2013, videro la vittoria di Rosario Crocetta, nell'ambito di una coalizione fra centro-sinistra e centro.
Il presidente uscente Raffaele Lombardo, dimessosi il 31 luglio, non si ricandidò.

## Candidature
Il decreto presidenziale d'indizione dei comizi elettorali fu pubblicato il 21 agosto; le candidature alla presidenza e le liste furono depositate il 28 settembre.
I candidati alla presidenza furono 10, mentre per l'ARS concorsero 20 liste:
- Rosario Crocetta, sostenuto da Partito Democratico, Unione di Centro, Crocetta Presidente (formata da Il Megafono - Lista Crocetta, Alleanza per l'Italia e Partito Socialista Italiano) e Unione Democratica per i Consumatori (lista presente solo nella circoscrizione di Siracusa);
- Nello Musumeci, appoggiato da Il Popolo della Libertà, Cantiere Popolare (comprendente I Popolari di Italia Domani, Azione Popolare, Movimento Cristiano Lavoratori e  Patto Cristiano Esteso), Nello Musumeci Presidente (lista costituita da La Destra, Alleanza Siciliana, FareItalia e Noi Consumatori-Movimento Anti Equitalia) e Alleanza di Centro (lista, non presente nelle circoscrizioni di Catania e Ragusa, al cui interno si presentarono anche Partito Socialista Democratico Italiano e Movimento Responsabilità Nazionale);
- Giancarlo Cancelleri, espressione del Movimento 5 Stelle;
- Gianfranco Micciché, collegato alle liste Forza del Sud, Movimento per le Autonomie, Nuovo Polo per la Sicilia (comprendente Futuro e Libertà per l'Italia e Movimento Popolare Siciliano)[5] e Partito Pensiero Azione (lista non presente nella circoscrizione di Catania);
- Giovanna Marano, sostenuta dall'Italia dei Valori e dalla lista Claudio Fava Presidente (comprendente Federazione della Sinistra, Sinistra Ecologia Libertà, Federazione dei Verdi e il movimento «Un'Altra Storia» di Rita Borsellino[6]);
- Mariano Ferro, per Il Popolo de I Forconi (lista formata dal Movimento dei Forconi di Ferro e di Scarlata e dal Fronte Nazionale Siciliano);
- Cateno De Luca, per Rivoluzione Siciliana[7] (lista cui presero parte Sicilia Vera[8], Partito della Rivoluzione[9], Forza Nuova[10] e il Movimento dei Forconi di Morsello)[11];
- Gaspare Sturzo, per Sturzo Presidente (lista, non presente nella circoscrizione di Catania, che raggruppava Italiani Liberi e Forti, Italia Giovane Solidale e Movimento Civico Solidale);
- Giacomo Di Leo, per il Partito Comunista dei Lavoratori (lista non presente nelle circoscrizioni di Agrigento, Enna, Palermo e Siracusa);
- Lucia Pinsone, per Volontari per l'Italia (lista non presente nelle circoscrizioni di Agrigento, Caltanissetta, Ragusa e Trapani).

## Sistema elettorale
Il sistema elettorale regionale in Sicilia prevede un metodo misto in cui 80 deputati su 90 sono scelti tramite sistema proporzionale su base provinciale con il metodo dei più alti resti e voto di preferenza, con uno sbarramento elettorale al 5% per ogni lista; 9 deputati (tra cui il Presidente) sono eletti con un listino regionale, oltre al miglior candidato presidente non eletto.
Lo stesso sistema è stato utilizzato per le elezioni regionali in Sicilia del 2006 e del 2008.

## Elettori e votanti
Gli elettori in queste consultazioni sono 4.647.159; alla chiusura delle urne l'affluenza è stata del 47,42% degli aventi diritto, pari a 2.203.885 elettori. Per la prima volta, per le elezioni regionali è stata inferiore al 50%.

## Risultati
|                                                                 | Rosario Crocetta ✔️ Presidente                                  | 617 073                                                         | 30,48 | Partito Democratico              | 257 274   | 13,43 | 14 |  |  |
| Unione di Centro                                                | Rosario Crocetta ✔️ Presidente                                  | 617 073                                                         | 30,48 | 207 827                          | 10,85     | 11    |    |  |  |
| Crocetta Presidente                                             | Rosario Crocetta ✔️ Presidente                                  | 617 073                                                         | 30,48 | 118 346                          | 6,18      | 5     |    |  |  |
| Unione Democratica per i Consumatori                            | Rosario Crocetta ✔️ Presidente                                  | 617 073                                                         | 30,48 | 100                              | 0,01      | –     |    |  |  |
| Seggi assegnati alla lista regionale                            | Seggi assegnati alla lista regionale                            | Seggi assegnati alla lista regionale                            | 30,48 | 9                                |           |       |    |  |  |
|                                                                 | Nello Musumeci                                                  | 521 022                                                         | 25,73 | Il Popolo della Libertà          | 247 351   | 12,91 | 12 |  |  |
| Cantiere Popolare                                               | Nello Musumeci                                                  | 521 022                                                         | 25,73 | 112 169                          | 5,86      | 5     |    |  |  |
| Nello Musumeci Presidente                                       | Nello Musumeci                                                  | 521 022                                                         | 25,73 | 107 397                          | 5,61      | 4     |    |  |  |
| Alleanza di Centro                                              | Nello Musumeci                                                  | 521 022                                                         | 25,73 | 5 017                            | 0,26      | –     |    |  |  |
| Seggio assegnato al candidato presidente classificatosi secondo | Seggio assegnato al candidato presidente classificatosi secondo | Seggio assegnato al candidato presidente classificatosi secondo | 25,73 | 1                                |           |       |    |  |  |
|                                                                 | Giancarlo Cancelleri                                            | 368 006                                                         | 18,18 | Movimento 5 Stelle               | 285 202   | 14,89 | 15 |  |  |
|                                                                 | Gianfranco Miccichè                                             | 312 112                                                         | 15,42 | Partito dei Siciliani - MPA      | 182 596   | 9,53  | 9  |  |  |
| Grande Sud                                                      | Gianfranco Miccichè                                             | 312 112                                                         | 15,42 | 115 444                          | 6,03      | 5     |    |  |  |
| Nuovo Polo per la Sicilia-FLI-MPS                               | Gianfranco Miccichè                                             | 312 112                                                         | 15,42 | 83 891                           | 4,38      | –     |    |  |  |
| Partito Pensiero Azione                                         | Gianfranco Miccichè                                             | 312 112                                                         | 15,42 | 959                              | 0,05      | –     |    |  |  |
|                                                                 | Giovanna Marano                                                 | 122 633                                                         | 6,06  | Italia dei Valori                | 67 738    | 3,54  | –  |  |  |
| Claudio Fava Presidente                                         | Giovanna Marano                                                 | 122 633                                                         | 6,06  | 58 753                           | 3,07      | –     |    |  |  |
|                                                                 | Mariano Ferro                                                   | 31 390                                                          | 1,55  | Il Popolo de I Forconi           | 23 965    | 1,25  | –  |  |  |
|                                                                 | Cateno De Luca                                                  | 25 058                                                          | 1,24  | Rivoluzione Siciliana            | 22 422    | 1,17  | –  |  |  |
|                                                                 | Gaspare Sturzo                                                  | 19 248                                                          | 0,95  | Sturzo Presidente                | 14 929    | 0,78  | –  |  |  |
|                                                                 | Giacomo Di Leo                                                  | 4 495                                                           | 0,22  | Partito Comunista dei Lavoratori | 2 031     | 0,11  | –  |  |  |
|                                                                 | Lucia Pinsone                                                   | 3 659                                                           | 0,18  | Volontari per l'Italia           | 2 278     | 0,12  | –  |  |  |
| Totale                                                          | Totale                                                          | 2 024 696                                                       | 100   |                                  | 1 915 689 | 100   | 90 |  |  |
|                                                                 |                                                                 |                                                                 |       |                                  |           |       |    |  |  |
| Voti non validi                                                 | Voti non validi                                                 | 178 469                                                         | 8,10  |                                  |           |       |    |  |  |
| Votanti                                                         | Votanti                                                         | 2 203 165                                                       | 47,41 |                                  |           |       |    |  |  |
| Elettori                                                        | Elettori                                                        | 4 647 159                                                       |       |                                  |           |       |    |  |  |

## Candidati eletti
| Lista di elezione | Lista di elezione                                  | Deputato                     | Preferenze | Collegio      |
| ----------------- | -------------------------------------------------- | ---------------------------- | ---------- | ------------- |
|                   | Partito Democratico                                | Giovanni Panepinto           | 6.251      | Agrigento     |
|                   | Unione di Centro                                   | Calogero Firetto             | 11.469     | Agrigento     |
|                   | Il Popolo della Libertà                            | Vincenzo Fontana             | 5.658      | Agrigento     |
|                   | Cantiere Popolare                                  | Salvatore Cascio             | 5.311      | Agrigento     |
|                   | Movimento 5 Stelle                                 | Matteo Mangiacavallo         | 2.998      | Agrigento     |
|                   | Grande Sud                                         | Michele Cimino               | 6.051      | Agrigento     |
|                   | Partito dei Siciliani - Movimento per le Autonomie | Giovanni Di Mauro            | 7.812      | Agrigento     |
|                   | Partito Democratico                                | Giuseppe Concetto Arancio    | 5.297      | Caltanissetta |
|                   | Unione di Centro                                   | Gianluca Antonello Miccichè  | 3.437      | Caltanissetta |
|                   | Movimento 5 Stelle                                 | Giancarlo Cancelleri         | 16.779     | Caltanissetta |
|                   | Partito dei Siciliani - Movimento per le Autonomie | Giuseppe Federico            | 4.448      | Caltanissetta |
|                   | Partito Democratico                                | Concetta Raia                | 9.736      | Catania       |
|                   | Partito Democratico                                | Anthony Barbagallo           | 9.694      | Catania       |
|                   | Unione di Centro                                   | Luca Sammartino              | 12.567     | Catania       |
|                   | Unione di Centro                                   | Marco Lucio Forzese          | 8.258      | Catania       |
|                   | Unione di Centro                                   | Raffaele Giuseppe Nicotra    | 5.385      | Catania       |
|                   | Movimento Politico                                 | Giuseppe Spampinato          | 1.810      | Catania       |
|                   | Il Popolo della Libertà                            | Salvo Pogliese               | 11.931     | Catania       |
|                   | Il Popolo della Libertà                            | Antonino D'Asero             | 8.634      | Catania       |
|                   | Il Popolo della Libertà                            | Marco Falcone                | 8.417      | Catania       |
|                   | Cantiere Popolare                                  | Valeria Sudano               | 6.322      | Catania       |
|                   | Musumeci Presidente                                | Giovanni Ioppolo             | 3.531      | Catania       |
|                   | Movimento 5 Stelle                                 | Angela Foti                  | 5.506      | Catania       |
|                   | Movimento 5 Stelle                                 | Gianina Ciancio              | 2.700      | Catania       |
|                   | Movimento 5 Stelle                                 | Francesco Cappello           | 2.531      | Catania       |
|                   | Partito dei Siciliani - Movimento per le Autonomie | Nicola D'Agostino            | 13.601     | Catania       |
|                   | Partito dei Siciliani - Movimento per le Autonomie | Salvatore Lombardo           | 9.633      | Catania       |
|                   | Partito dei Siciliani - Movimento per le Autonomie | Cataldo Fiorenza             | 6.221      | Catania       |
|                   | Partito Democratico                                | Mario Alloro                 | 5.878      | Enna          |
|                   | Movimento 5 Stelle                                 | Antonio Venturino            | 2.763      | Enna          |
|                   | Grande Sud                                         | Annunziata Luisa Lantieri    | 3.485      | Enna          |
|                   | Partito Democratico                                | Francesco Rinaldi            | 18.664     | Messina       |
|                   | Partito Democratico                                | Giuseppe Laccoto             | 8.993      | Messina       |
|                   | Partito Democratico                                | Filippo Panarello            | 5.182      | Messina       |
|                   | Unione di Centro                                   | Giovanni Ardizzone           | 8.010      | Messina       |
|                   | Movimento Politico                                 | Marcello Greco               | 3.029      | Messina       |
|                   | Il Popolo della Libertà                            | Santi Formica                | 9.850      | Messina       |
|                   | Il Popolo della Libertà                            | Antonino Salvatore Germanà   | 8.502      | Messina       |
|                   | Musumeci Presidente                                | Carmelo Currenti             | 3.467      | Messina       |
|                   | Movimento 5 Stelle                                 | Valentina Zafarana           | 2.232      | Messina       |
|                   | Grande Sud                                         | Bernadette Felice Grasso     | 4.645      | Messina       |
|                   | Partito dei Siciliani - Movimento per le Autonomie | Giuseppe Picciolo            | 8.389      | Messina       |
|                   | Partito Democratico                                | Giuseppe Lupo                | 8.715      | Palermo       |
|                   | Partito Democratico                                | Antonino Cracolici           | 8.429      | Palermo       |
|                   | Partito Democratico                                | Fabrizio Ferrandelli         | 7.906      | Palermo       |
|                   | Unione di Centro                                   | Antonino Dina                | 10.299     | Palermo       |
|                   | Unione di Centro                                   | Salvatore Lentini            | 5.304      | Palermo       |
|                   | Movimento Politico                                 | Giovanni Di Giacinto         | 3.148      | Palermo       |
|                   | Il Popolo della Libertà                            | Francesco Cascio             | 12.395     | Palermo       |
|                   | Il Popolo della Libertà                            | Francesco Scoma              | 8.559      | Palermo       |
|                   | Il Popolo della Libertà                            | Salvatore Caputo             | 5.730      | Palermo       |
|                   | Cantiere Popolare                                  | Salvatore Cordaro            | 9.259      | Palermo       |
|                   | Cantiere Popolare                                  | Roberto Saverio Clemente     | 7.267      | Palermo       |
|                   | Musumeci Presidente                                | Salvatore Lo Giudice         | 8.575      | Palermo       |
|                   | Movimento 5 Stelle                                 | Claudia La Rocca             | 8.190      | Palermo       |
|                   | Movimento 5 Stelle                                 | Salvatore Siragusa           | 3.275      | Palermo       |
|                   | Movimento 5 Stelle                                 | Giorgio Ciaccio              | 3.015      | Palermo       |
|                   | Movimento 5 Stelle                                 | Giampiero Trizzino           | 1.887      | Palermo       |
|                   | Grande Sud                                         | Riccardo Savona              | 8.009      | Palermo       |
|                   | Grande Sud                                         | Edmondo Tamajo               | 5.107      | Palermo       |
|                   | Partito dei Siciliani - Movimento per le Autonomie | Vincenzo Figuccia            | 7.433      | Palermo       |
|                   | Partito dei Siciliani - Movimento per le Autonomie | Giovanni Greco               | 4.390      | Palermo       |
|                   | Movimento Politico                                 | Rosario Crocetta             |            | Regione       |
|                   | Movimento Politico                                 | Antonio Malafarina           |            | Regione       |
|                   | Movimento Politico                                 | Alice Anselmo                |            | Regione       |
|                   | Movimento Politico                                 | Salvatore Oddo               |            | Regione       |
|                   | Musumeci Presidente                                | Nello Musumeci               |            | Regione       |
|                   | Partito Democratico                                | Mariella Maggio              |            | Regione       |
|                   | Partito Democratico                                | Maria Cirone                 |            | Regione       |
|                   | Partito Democratico                                | Antonella Maria Vita Milazzo |            | Regione       |
|                   | Unione di Centro                                   | Calogero Firetto             |            | Regione       |
|                   | Unione di Centro                                   | Nicola Leanza                |            | Regione       |
|                   | Partito Democratico                                | Giuseppe Digiacomo           | 4.698      | Ragusa        |
|                   | Unione di Centro                                   | Orazio Ragusa                | 4.412      | Ragusa        |
|                   | Movimento Politico                                 | Emanuele Dipasquale          | 7.754      | Ragusa        |
|                   | Il Popolo della Libertà                            | Giorgio Assenza              | 4.494      | Ragusa        |
|                   | Movimento 5 Stelle                                 | Vanessa Ferreri              | 3.407      | Ragusa        |
|                   | Partito Democratico                                | Bruno Marziano               | 5.657      | Siracusa      |
|                   | Unione di Centro                                   | Giuseppe Sorbello            | 7.361      | Siracusa      |
|                   | Movimento Politico                                 | Giambattista Coltraro        | 4.124      | Siracusa      |
|                   | Il Popolo della Libertà                            | Vincenzo Vinciullo           | 7.780      | Siracusa      |
|                   | Movimento 5 Stelle                                 | Stefano Zito                 | 6.347      | Siracusa      |
|                   | Cantiere Popolare                                  | Giuseppe Gianni              | 7.568      | Siracusa      |
|                   | Partito Democratico                                | Baldassare Gucciardi         | 7.982      | Trapani       |
|                   | Unione di Centro                                   | Girolamo Turano              | 6.106      | Trapani       |
|                   | Il Popolo della Libertà                            | Girolamo Fazio               | 6.283      | Trapani       |
|                   | Musumeci Presidente                                | Paolo Ruggirello             | 6.639      | Trapani       |
|                   | Movimento 5 Stelle                                 | Valentina Palmeri            | 6.852      | Trapani       |
|                   | Movimento 5 Stelle                                 | Sergio Troisi                | 2.901      | Trapani       |
|                   | Partito dei Siciliani - Movimento per le Autonomie | Giovanni Lo Sciuto           | 6.119      | Trapani       |